# Sommen
 För tätorten Sommen, se Sommen (tätort).

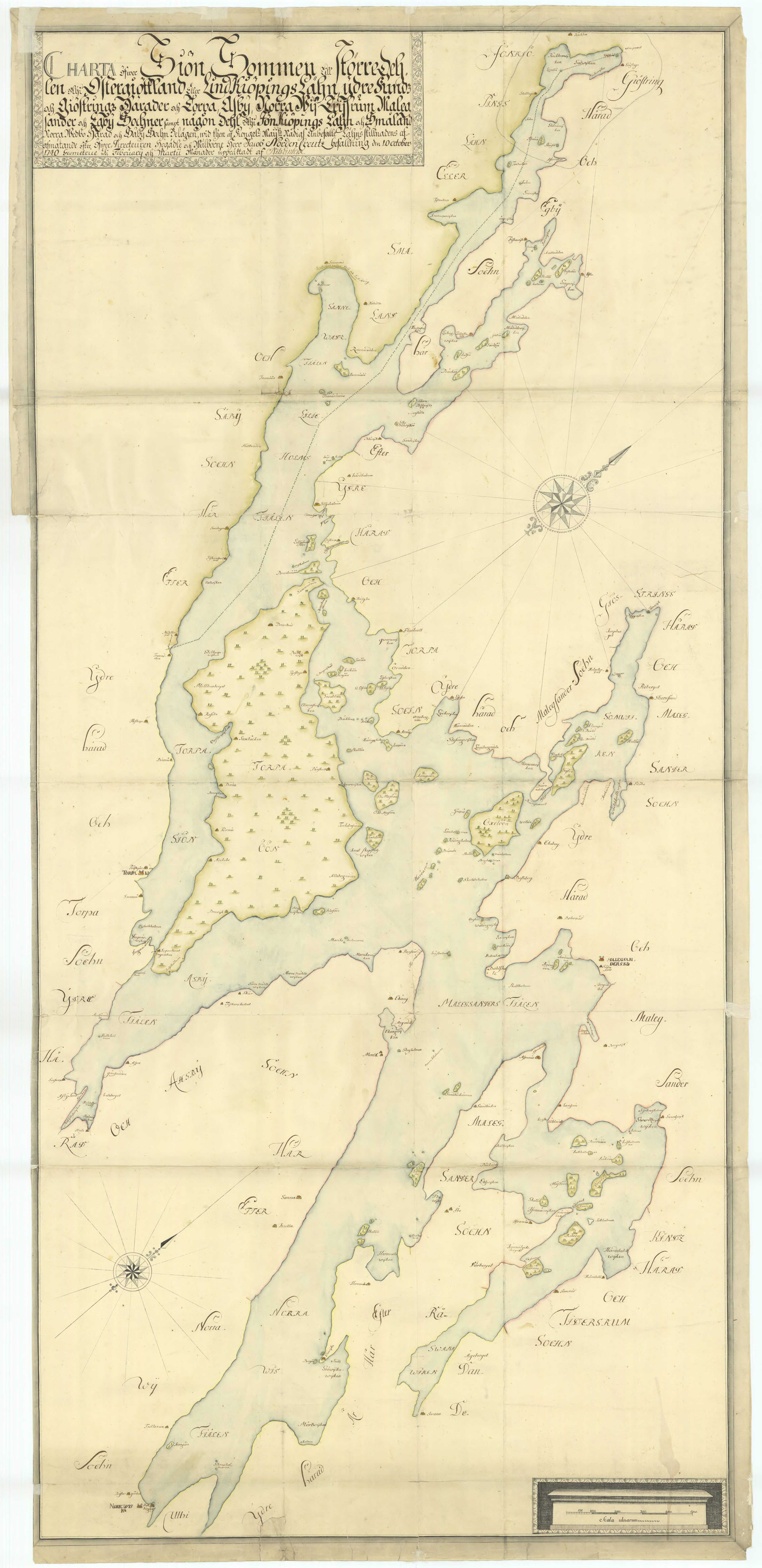
Karta över Sommen från 1740.

Sommen (uttal [²sʊmːɛn], rimmar på stommen) är en insjö belägen på gränsen mellan Östergötland och Småland.

## Geografi
Sommen ingår i Svartåns vattensystem och ligger öster om tätorten Tranås. Större delen av sjön ligger i Östergötland. Sommen är en stor oligotrof sprickdalssjö. Sommens areal är 132 km², vilket gör den till Sveriges tjugonde största sjö. Det största djupet är 53 m. Höjden över havet är cirka 146 meter, vilket innebär att den är högt belägen för att ligga i södra Sverige. Sjön är starkt flikig och har klart vatten samt ett stort antal öar och holmar. Den största ön är Torpön.
Stränderna är till största del minerogena med en sparsam övervattensvegetation. Sjön omges mest av barrskog, men även lövskog och odlingsmark förekommer. Tillrinningsområdet är 1651 km2 stort och består mestadels av skogsmark med en mindre andel myr- och odlingsmark. Uppströms i Svartån förekommer vandringshinder. Sjön är ytvattentäkt för Tranås kommun.
Sjöns omgivningar är glest bebyggda. De största samhällena vid eller i nära anslutning till Sommen är Tranås, Malexander och Sommen.

## Flora och fauna
Sommen har en mycket hög biologisk funktion och höga raritetsvärden. Den biologiska mångfalden är hög, främst beroende på den väldigt artrika fiskfaunan, den stora sjöytan, ett betydande hypolimnion, samt varierade strand- och vattenvegetationen. Som helhet betraktad är Sommen en näringsfattig sjö, men variationer finns. Östra bäckenet med siktdjup mellan 5 och 9 meter kan beskrivas som näringsfattig på gränsen till extremt näringsfattig. Västra bäckenet är även det näringsfattigt, men vissa områden är tämligen näringsrika med ett mer begränsat siktdjup på två till fyra meter. Sommen är tämligen opåverkad av försurning.
Fiskarter som förekommer är ål, sjölevande öring, röding, sik, siklöja, nors, gädda, elritsa, mört, lake, abborre, sutare, gös, vimma, braxen, sarv, bergsimpa, gers, småspigg och benlöja. Sjön är känd för sitt fina laxfiske. Sjön har en egen Rödingsart, Sommarödingen. Det hittills störst fångade exemplaret togs i nät av John Sonnert och vägde 11 kg.[källa behövs]
Bland häckande sjöberoende fåglar märks fiskgjuse, strandskata, storlom, småskrake, lärkfalk samt häger. Utter förekommer i området. I bottenfaunan återfinns glacialrelikten Pallasea quadrispinosa samt kräftdjuren Monoporeia affinis och Limnocalanus macrurus.
Höstlånke, vattenstäkra, kalmus, blomvass, brunstarr, klubbstarr, krusnate, slamkrypa, vattenskräppa och korsandmat växer i och vid sjön. Makroalgen Nostoc pruniformis förekommer i sjön.

## Båttrafik
Sommen var tidigare känd för "Sommaskep", roddbåtar med tre eller fyra par åror, som främst användes för längre transporter över sjön. Båtarna som användes bestod i äldre tider av urholkade trästockar, en sådan skall ha varit i bruk på Sommen av Ydredrotten så sent som omkring 1820. Kännetecknande för Sommaskepen var dock att de endast utgjordes några enkla plankor. En båt av denna typ som byggdes av torparen Jonas Falk på torpet Hallen under Marek på Asby udde skänktes 1890 till Nordiska museet. Några av de sista som sysslade med båtbyggeri av detta slag var Karl Andersson och Knut Lindberg, som bodde på torpställen under Brandsnäs. De tillverkade 1954 en modell av ett "Sommaskep" som skänktes till länsmuseet i Jönköping.
Även segel utnyttjades för transporter över sjön. Nöjesseglingen kom dock att få sitt genombrott med att Knut Ekwall bosatte sig på Romanö. På Romanö fanns på 1890-talet inte mindre än fem segelbåtar med namnen Dana, Fennia, Germaina Nore och Svea. 1906 hölls den första kappseglingen på sjön, men sedan dröjde det till 1923 innan nya tävlingar anordnades. Samma år bildades även Sommens segelsällskap.
Sedan Östra stambanan 1874 fått en station vid Sommen, bildades ett Sommens ångbåtsbolag för att ordna med transporter från Ydretrakten till järnvägsstationen, och 1874 togs ångaren Carl Johan i trafik. Den fortsatte sin trafik över sjön till 1930, då den på grund av konkurrensen med biltrafiken togs ur trafik. Redan på 1860-talet togs dock Boxholm I i drift, vilken skrotades 1950. Hon fick omkring 1875 sällskap av Boxholm nr. 2, som dock redan 1903 konstaterades inte längre vara sjöduglig och skrotades samma år. Från omkring 1890 användes Flemminge, byggd på 1870-talet för trafik på Sommen. Hon övertogs snart av Sommens ångbåtsbolag, som ändrade hennes namn till Balder. Fartyget skrotades omkring 1940. En av ångbåtarna på Sommen finns fortfarande kvar, den gamla vedeldade Boxholm II, som gått på sjön sedan 1904.

## Legender
Det finns flera legender runt Sommen, varav en handlar om Urkon, även kallad Sommakoa. Det berättas att det var en gammal ilsken ko som sparkade och krafsade upp ett stort hål. Det vattenfylldes sedan och blev sjön Sommen.

## Bilder

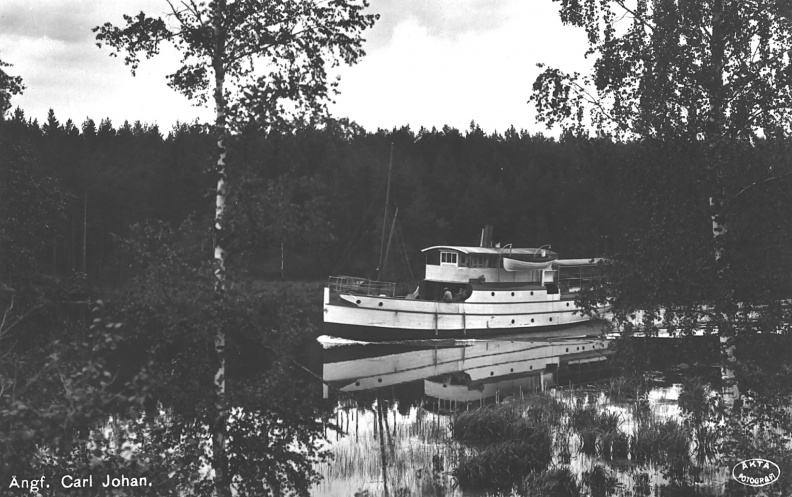
S/S Carl Johan på Sommen, okänt år
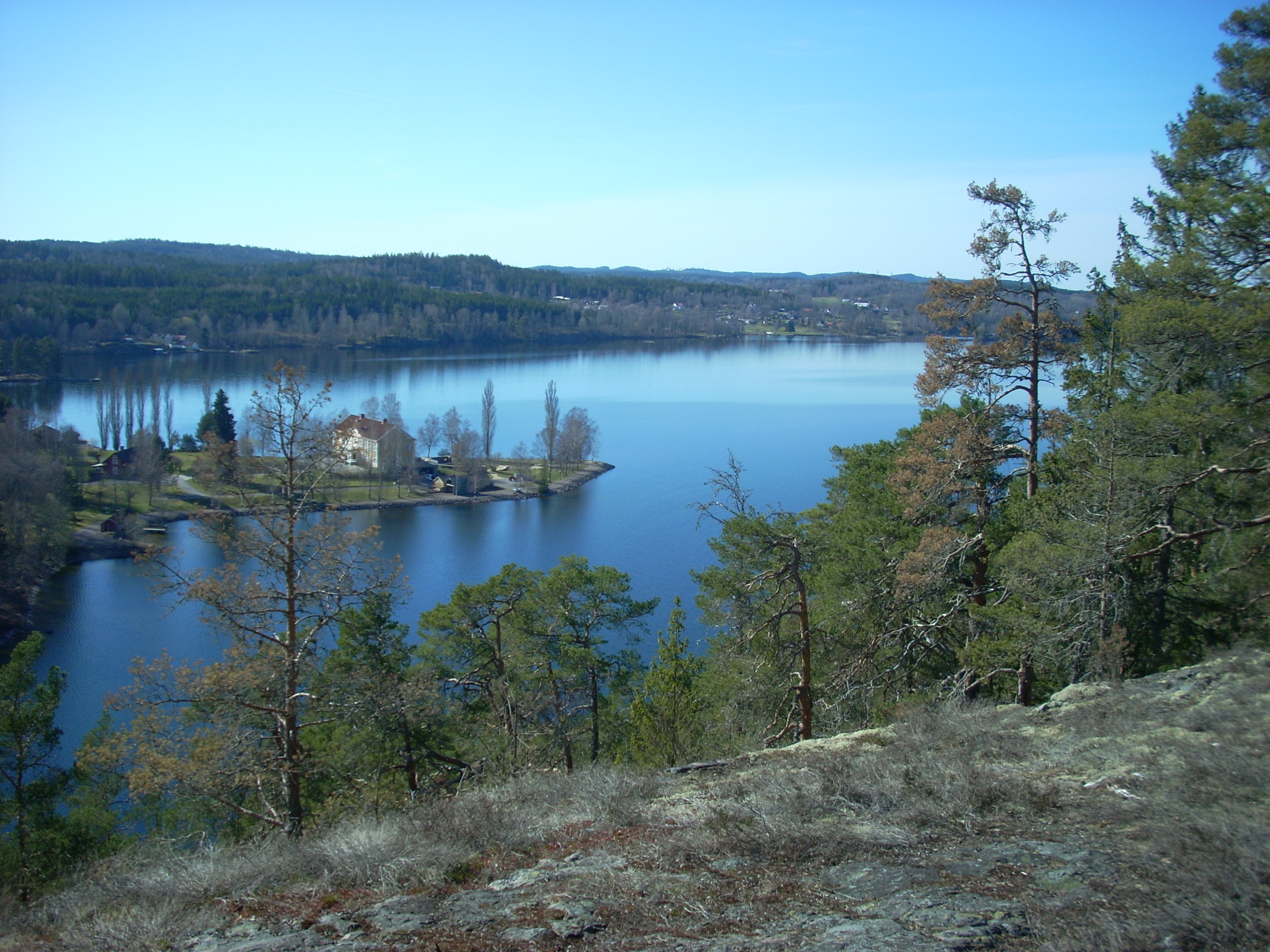
Utsikt över änden av Norra Vifjärden
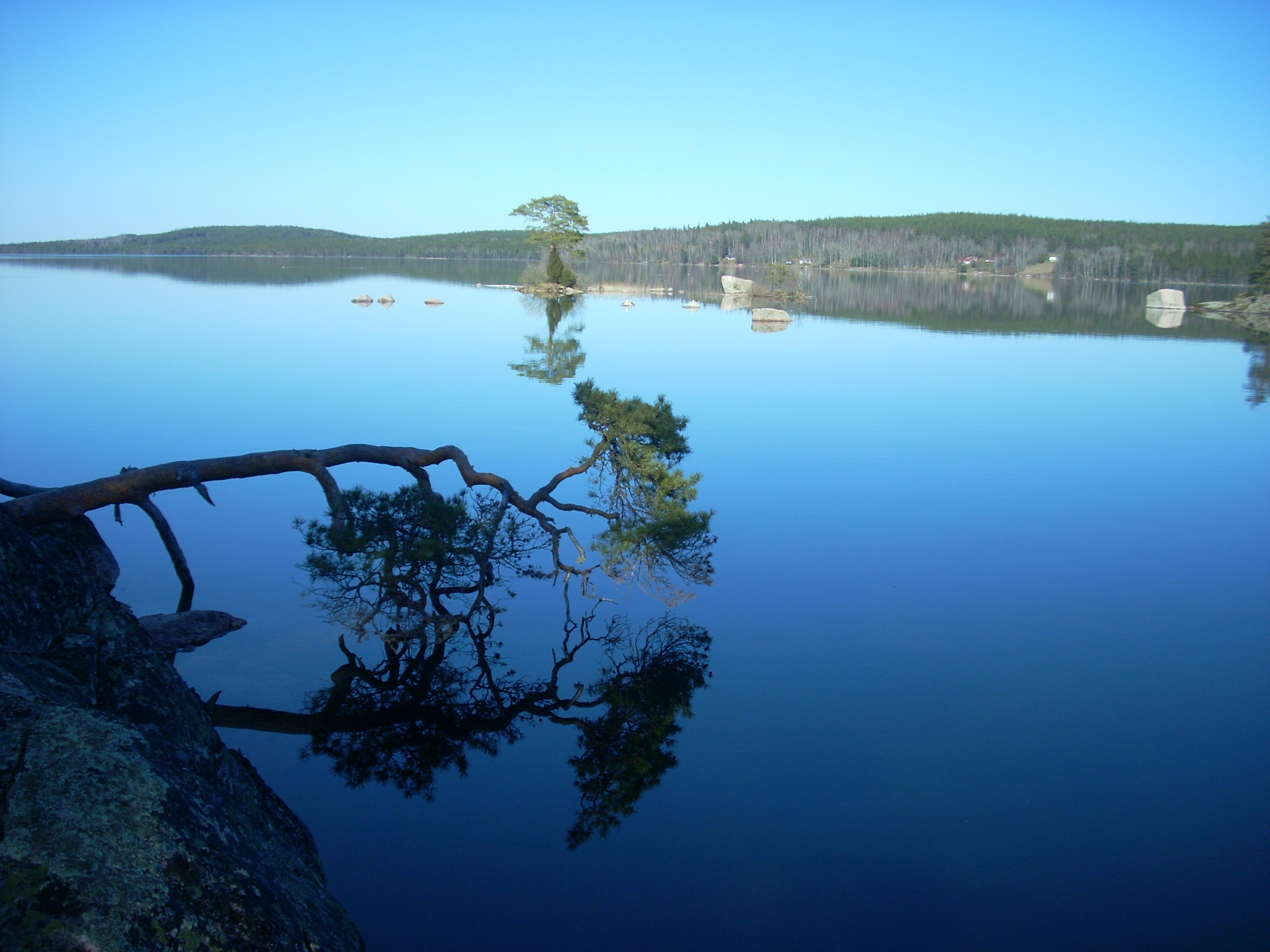
Vy från naturreservatet på Torpön.
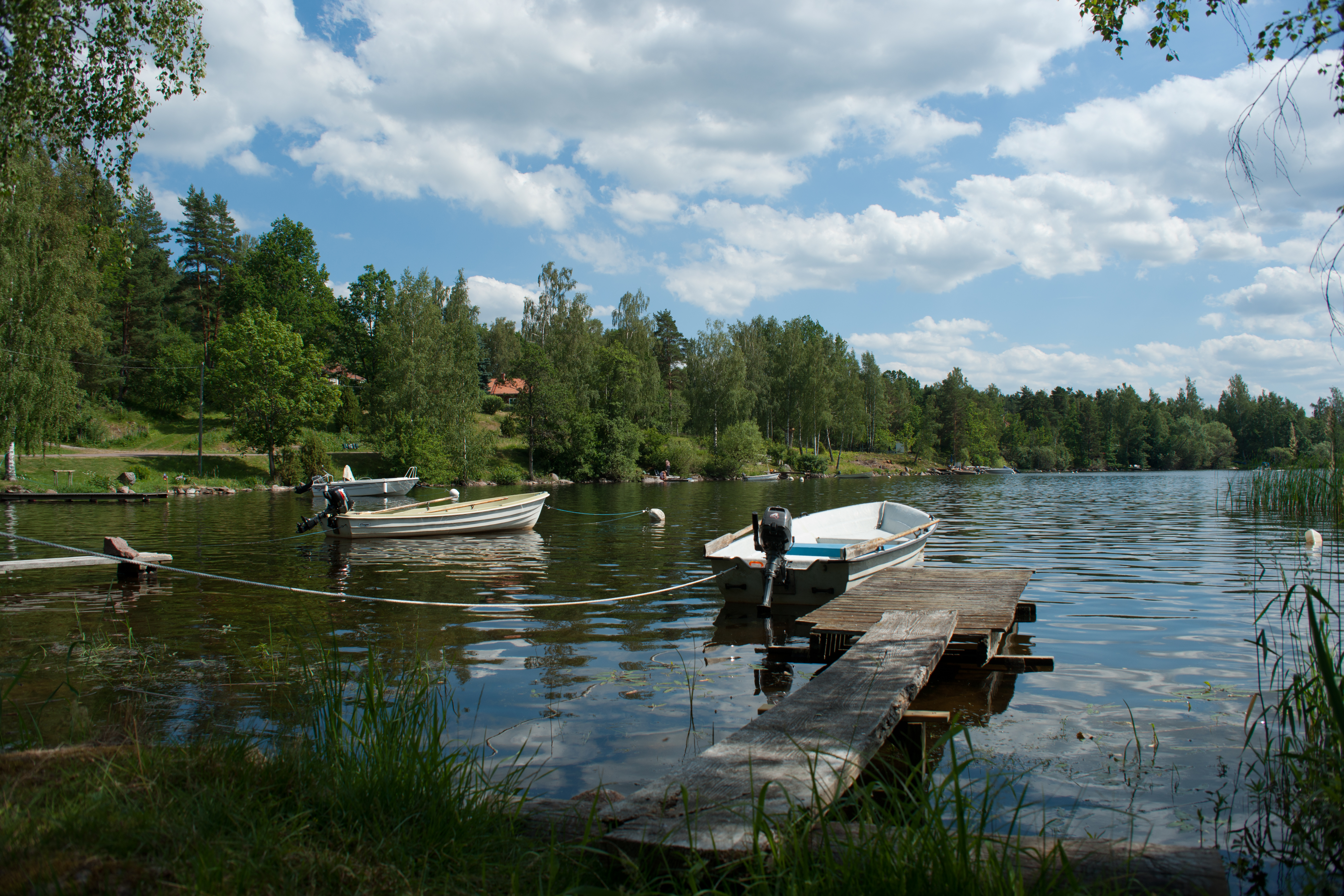
Trojviken sedd från Torpön.

### Vattendata
- Delavrinningsområden på SMHI Vattenwebb (S-HYPE)
- Ladda ner data från Svenskt Vattenarkiv

### Fiske
- Sommens fiskevårdsområde
- Information om och fiskekort i Sommen